# Settimana Ciclistica Lombarda 2004
La Settimana Ciclistica Lombarda 2004, trentaquattresima edizione della corsa, si svolse dal 9 al 12 aprile su un percorso di 510 km ripartiti in 4 tappe, con partenza a Casazza e arrivo a Bergamo. Fu vinta dall'italiano Michele Scarponi della Domina Vacanze davanti allo zimbabwese Timothy Jones e al polacco Radoslaw Romianik.

## Tappe
| Tappa  | Data      | Percorso                                  | km  | Vincitore di tappa | Leader cl. generale |
| ------ | --------- | ----------------------------------------- | --- | ------------------ | ------------------- |
| 1ª     | 9 aprile  | Casazza > Colle Gallo (cron. individuale) | 6,6 | Michele Scarponi   | Michele Scarponi    |
| 2ª     | 10 aprile | Roncadelle > Roncadelle                   | 162 | Michele Scarponi   | Michele Scarponi    |
| 3ª     | 11 aprile | Seriate > Stezzano                        | 185 | Ivan Quaranta      | Michele Scarponi    |
| 4ª     | 12 aprile | Carobbio > Bergamo                        | 157 | Slawomir Kohut     | Michele Scarponi    |
| Totale | Totale    | Totale                                    | 510 |                    |                     |

## Dettagli delle tappe

### 1ª tappa
- 9 aprile: Casazza > Colle Gallo (cron. individuale) – 6,6 km

| Pos. | Corridore        | Squadra   | Tempo  |
| ---- | ---------------- | --------- | ------ |
| 1    | Michele Scarponi | Domina V. | 15'22" |
| 2    | Timothy Jones    | Domina V. | a 3"   |
| 3    | Filippo Simeoni  | Domina V. | a 12"  |

| Pos. | Corridore        | Squadra   | Tempo  |
| ---- | ---------------- | --------- | ------ |
| 1    | Michele Scarponi | Domina V. | 15'22" |

### 2ª tappa
- 10 aprile: Roncadelle > Roncadelle – 162 km

| Pos. | Corridore          | Squadra       | Tempo    |
| ---- | ------------------ | ------------- | -------- |
| 1    | Michele Scarponi   | Domina V.     | 4h07'10" |
| 2    | Giuseppe Di Grande | Form. Pinzolo | a 1'18"  |
| 3    | Stefano Boggia     | ICET          | a 1'30"  |

| Pos. | Corridore        | Squadra   | Tempo    |
| ---- | ---------------- | --------- | -------- |
| 1    | Michele Scarponi | Domina V. | 4h22'32" |

### 3ª tappa
- 11 aprile: Seriate > Stezzano – 185 km

| Pos. | Corridore           | Squadra       | Tempo    |
| ---- | ------------------- | ------------- | -------- |
| 1    | Ivan Quaranta       | Form. Pinzolo | 4h11'45" |
| 2    | Guillermo Bongiorno | Panaria       | s.t.     |
| 3    | Ivan Ravaioli       | Barloworld    | s.t.     |

| Pos. | Corridore        | Squadra   | Tempo    |
| ---- | ---------------- | --------- | -------- |
| 1    | Michele Scarponi | Domina V. | 8h34'17" |

### 4ª tappa
- 12 aprile: Carobbio > Bergamo – 157 km

| Pos. | Corridore         | Squadra       | Tempo    |
| ---- | ----------------- | ------------- | -------- |
| 1    | Slawomir Kohut    | Hoop CCC      | 3h40'06" |
| 2    | Giuseppe Muraglia | Form. Pinzolo | s.t.     |
| 3    | Mikhaylo Khalilov | ICET          | s.t.     |

| Pos. | Corridore         | Squadra   | Tempo     |
| ---- | ----------------- | --------- | --------- |
| 1    | Michele Scarponi  | Domina V. | 12h14'23" |
| 2    | Timothy Jones     | Domina V. | a 1'52"   |
| 3    | Radoslaw Romianik | Hoop CCC  | a 1'53"   |

## Classifiche finali

### Classifica generale
| Pos. | Corridore          | Squadra                | Tempo     |
| ---- | ------------------ | ---------------------- | --------- |
| 1    | Michele Scarponi   | Domina Vacanze         | 12h14'23" |
| 2    | Timothy Jones      | Domina Vacanze         | a 1'52"   |
| 3    | Radoslaw Romianik  | Hoop CCC-Polsat        | a 1'53"   |
| 4    | Stefano Boggia     | Team ICET              | a 2'01"   |
| 5    | Giuseppe Di Grande | Formaggi Pinzolo Fiavé | a 2'04"   |